# Zeche Lebrecht
Die Zeche Lebrecht ist ein ehemaliges Steinkohlenbergwerk im Westen des Wittener Stadtteils Herbede. Der Stollen des Bergwerks befand sich auf der östlichen Seite des Hammertales.

## Bergwerksgeschichte
Am 11. Februar des Jahres 1848 wurde ein Längenfeld verliehen. Im Jahr 1862 wurde das Längenfeld durch den Laurentius-Erbstollen gelöst. Im Jahr 1870 wurde das Grubenfeld unterhalb der Stollensohle an die Zeche Blankenburg verpachtet. Im darauffolgenden Jahr wurde das Bergwerk über der Stollensohle in Betrieb genommen. Die Förderung der abgebauten Kohlen erfolgte über den Laurentius-Erbstollen. Im Jahr 1878 war der Abbau über der Erbstollensohle beendet. Der Abbau wurde nun unter der Erbstollensohle weiter geführt. Die Förderung der abgebauten Kohlen erfolgte nun in einem Schacht der Zeche Blankenburg. Im Jahr 1879 wurde die Zeche Lebrecht durch die Zeche Blankenburg erworben, jedoch waren beide Bergwerke weiterhin eigenständig in Betrieb. Im 2. Halbjahr des Jahres 1888 wurde der Abbau auf der Zeche Lebrecht eingestellt und nur noch Wartungsarbeiten durchgeführt. Ein Schließungstermin wird in den Unterlagen nicht genannt. Allerdings wurde um das Jahr 1950 und danach im Grubenfeld der Zeche Lebrecht durch die Zeche Cleverbank für einige Jahre abgebaut.

## Förderung und Belegschaft
Die ersten Förder- und Belegschaftszahlen stammen aus dem Jahr 1872, damals waren 23 Bergleute auf dem Bergwerk angelegt, die eine Förderung von 3392 Tonnen Steinkohle erbrachten. Im Jahr 1875 wurden von neun Bergleuten 2236 Tonnen Steinkohle gefördert. Die maximale Förderung wurde im Jahr 1879 erbracht. Mit 42 Bergleuten wurden 13.695 Tonnen Steinkohle gefördert. Im Jahr 1880 wurden von vier Bergleuten 2200 Tonnen Steinkohle abgebaut. Im Jahr 1885 wurden von acht Bergleuten 3680 Tonnen Steinkohle abgebaut. Die letzten bekannten Förder- und Belegschaftszahlen des Bergwerks stammen aus dem Jahr 1887, es wurden mit zehn Bergleuten 4058 Tonnen Steinkohle abgebaut.